# آمیگائو
آمیگائو (انگلیسی: Amigão) یک استادیوم چند منظورهٔ ورزشی، واقع در کمپینا گرند، برزیل که که در سال ۱۹۷۴ افتتاح شد. از این ورزشگاه بیشتر برای مسابقات فوتبال استفاده می‌شود که ظرفیت ۳۵٫۰۰۰ نفر را داراست.